# Carlos Roqueiro
Carlos Alberto Roqueiro Iaropoli (* 23. Oktober 1944 in Buenos Aires) ist ein ehemaliger argentinischer Radrennfahrer.

## Sportliche Laufbahn
Roqueiro war im Bahnradsport und im Straßenradsport aktiv. Er war Teilnehmer der Olympischen Sommerspiele 1968 in Mexiko-Stadt. Im Sprint scheiterte er in seinem Vorlauf gegen Jürgen Barth und schied aus.
1967 siegte er in dem Eintagesrennen Apertura CC La Nación Mercedes.